# Heteroconger pellegrini
Heteroconger pellegrini är en fiskart som beskrevs av Castle, 1999. Heteroconger pellegrini ingår i släktet Heteroconger och familjen havsålar. IUCN kategoriserar arten globalt som livskraftig. Inga underarter finns listade i Catalogue of Life.